# Andrej Šifrer
Andrej Šifrer (Kranj, 1º maggio 1952) è un compositore e cantautore sloveno.

## Biografia
Andrej Šifrer nasce il 1º maggio 1952 nella località di Stražišče, attualmente parte del comune sloveno di Kranj. Andrej Šifrer iniziò la carriera musicale nel 1971, con il gruppo Tektiti, ma il suo primo gruppo era stato Ajvar & Co. Del 1975 è la sua prima composizione, ma ottenne l'attenzione mediatica nel 1976 con Zoboblues. Nel 1977 si diplomò alla facoltà di giurisprudenza dell'Università di Lubiana.
Collezionò numerosi successi musicali, con le canzoni Vse manj je dobrih gostiln, Moj oče, Bil sem mlad, Debeluhi, Martinov lulček. Nel 1998 vinse il concorso slovenska popevka con Za prijatelje. Šifrer è anche autore della colonna sonora di una delle serie televisive slovene di maggior successo, Naša krajevna skupnost.
È popolare anche in Croazia, dopo che nell'album del 1979 Od šanka do šanka cantò anche in lingua croata. Lo stesso album è stato classificato nel 1998 al 90º posto dei 100 migliori album di rock e pop jugoslavi dal libro YU 100: najbolji albumi jugoslavenske rock i pop glazbe.
Hiti počasi del 1990 è invece il disco più venduto in Slovenia di tutti gli anni novanta, con 90 000 copie vendute e tre volte disco di platino.

## Discografia parziale
Album in studio
- 1978 - Moj žulj
- 1979 - Od šanka do šanka
- 1981 - Ideje izpod odeje
- 1983 - Nove pravljice za upokojence in otroke
- 1990 - Hiti počasi
- 1991 - Underground Cowboy
- 1994 - Sedem irskih noči
- 1995 - Življenje je drag šport
- 1998 - Čakam
- 1999 - Šifrer & Šlafrock
- 2000 - Muza moj'ga bluza
- 2002 - Spremenite protokol
- 2006 - Kdaj si zadnjič kakšno stvar naredil prvič?
- 2009 - Lipicanci
- 2011 - Ideje 30 let kasneje
- 2012 - Sodelovanja: Tretji zadetki
- 2015 - Srce in razum
- 2017 - 40 let norosti
- 2019 - 40 let Moj žulj

Album dal vivo
- 1993 - Ole, ole, ole... iz Buenos Airesa

Raccolte
- 1990 - Bil sem mlad: Prvi zadetki
- 2002 - Šum na srcu: Drugi zadetki